# Pietro Stefaneschi
Pietro Stefaneschi, dit le cardinal de Rome (né à Rome, alors la capitale des États pontificaux, dans le quartier du Trastevere, et mort le 30 octobre 1417 dans la même ville) est un cardinal italien du XVe siècle.

## Biographie
Pietro Stefaneschi est acolyte à la chapelle du pape et protonotaire apostolique.
Il est créé cardinal par le pape Innocent VII lors du consistoire de 12 juin 1405. Il assiste au concile de Pise. Il est légat a latere à Naples, vicaire de Rome et légat a latere de l'antipape Jean XXIII dans la période du concile de Constance. En 1415 il est nommé administrateur de Nebbio.
Le cardinal Stefaneschi participe au conclave de 1406, lors duquel Grégoire XII est élu et aux conclaves de 1409 (élection de l'antipape Alexandre V) et de 1410 (élection de l'antipape Jean XXIII).